# Memphis Depay
Memphis Depay (Moordrecht, 13 febbraio 1994) è un calciatore olandese, attaccante del Corinthians e della nazionale olandese.

## Biografia
Memphis Depay nasce il 13 febbraio 1994 da padre ghanese, Dennis Depay, e madre olandese, Cora Schensema, a Moordrecht, nell'Olanda Meridionale. Il rapporto fra il padre e la madre è sempre stato burrascoso, e quando Memphis aveva quattro anni il padre decise di abbandonarli. Per questo motivo, durante tutto il corso della sua carriera non ha mai portato il cognome paterno sul retro della maglia ma ha scelto di utilizzare solo ‘Memphis’. Ha molti tatuaggi sparsi su tutto il corpo, incluso uno dedicato al nonno, venuto a mancare pochi giorni prima del suo quindicesimo compleanno, sul braccio sinistro.

## Caratteristiche tecniche
Inizialmente ricopre il ruolo di ala sinistra, nel corso della sua carriera si è accentrato come seconda punta e tal volta punta, anche se non è il ruolo che predilige. Destro di piede, è in grado di calciare con entrambi i piedi.
Essendo molto agile e rapido, è capace di saltare con facilità l'avversario, ricorrendo spesso a cambi di direzione e finte di corpo. Molto resistente e veloce, riesce a fare entrambe le fasi. È in possesso di un ottimo dribbling e di una notevole forza fisica, oltre che un potente tiro dalla lunga distanza. Nel corso della carriera si è distinto anche nel calciare le punizioni.

## Carriera

### Club

#### PSV

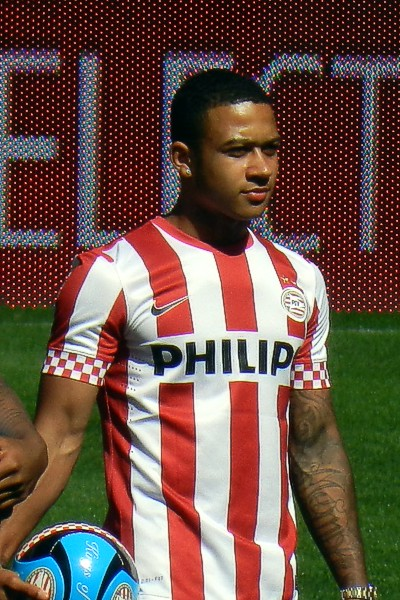
Depay al PSV nel 2012

Nato a Moordrecht, viene notato all'età di nove anni dagli osservatori dello Sparta Rotterdam. All'età di 12 anni attira l'attenzione dei più importanti club olandesi come Ajax, PSV e Feyenoord. Il nonno, nonostante sia un grande tifoso della squadra ajacide, consiglia a Memphis di firmare per la compagine di Eindhoven.
Nel 2011 viene messo in prova nella prima squadra del PSV, nonostante giochi assiduamente con il Jong PSV, la squadra primavera del club. Debutta in prima squadra il 21 settembre 2011, nel match in trasferta contro il VVSB valido per la KNVB Beker, match che si conclude con una dilagante vittoria per 8-0 per il PSV. Debutta in Eredivisie il 26 febbraio 2012, in occasione del match disputato al Philips Stadion contro i rivali del Feyenoord e vinto per 3-2 dai padroni di casa, subentrando al posto di Zakaria Labyad. Segna il suo primo gol nella massima serie olandese il 18 marzo 2012, nella vittoria casalinga per 5-1 contro l'Heerenveen, dopo essere subentrato al posto di Dries Mertens. Conclude la stagione con 8 presenze in campionato e 3 gol.
Nella finale della KNVB Beker 2011-2012, subentra a 4' dalla fine del match contro l'Heracles Almelo al posto di Dries Mertens, match che si conclude con una schiacciante vittoria per 3-0 per il PSV. Successivamente al match di coppa sarà definitivamente aggregato alla prima squadra, e il 29 giugno 2012 firma il suo primo contratto da professionista con i Boeren.
Il 5 agosto entra a 6' dalla fine nel match di Supercoppa d'Olanda 2012 (ufficialmente Johan Cruijff Schaal XVII) contro l'Ajax, sostituendo Luciano Narsingh, il match termina 4-2 a favore del PSV. Nella Eredivisie 2012-2013 colleziona 20 presenze e va a segno 2 volte.
Apre la stagione con la sua prima marcatura in UEFA Champions League il 30 luglio 2013, nella vittoria casalinga per 2-0 sullo Zulte Waregem. Nonostante le sue buone prestazioni nelle fasi preliminari, il PSV non riesce a qualificarsi per la fase a gironi. Il 3 ottobre sigla il gol del 2-0 contro il Chornomorets Odessa nel secondo match valido per la fase a gironi della UEFA Europa League. Il 27 ottobre, fornisce l'assist per il gol di Tim Matavž contro il Roda JC, nonostante ciò viene espulso nella ripresa per somma di ammonizioni. Il 15 dicembre, sigla una doppietta ai danni dell'Utrecht, il match finisce 5-1 a favore del club di Eindhoven. Con le sue prestazioni in campionato e coppa, contribuisce alla qualificazione del PSV alla UEFA Champions League per il quarantunesimo anno di fila.
Dopo un'ottima prestazione al campionato del mondo 2014, è più volte accostato a numerosi club di caratura europea come Manchester Utd e Tottenham. Nonostante le numerose indiscrezioni di mercato, decide di restare nei Paesi Bassi per un'altra stagione. Nella prima di campionato della Eredivisie 2014-2015 contribuisce con due gol alla vittoria in trasferta, per 3-1 del PSV ai danni della neo-promossa Willem II. Il 15 agosto va a segno due volte su punizione e fornisce l'assist a Georginio Wijnaldum nella vittoria casalinga sul NAC Breda, l'incontro finisce 6-1. Il 28 agosto segna una doppietta contro lo Shakhtyor Soligorsk, nel match valido per i play-off di UEFA Europa League 2014-2015, match che si concluderà con un netto 3-0 a favore del PSV. Il 13 settembre, in occasione del match di campionato contro il PEC Zwolle, rimedia un infortunio che lo costringerà ad abbandonare il campo dopo 18' di gioco. Il 15 aprile 2015, segna con una punizione da 32 metri nel match casalingo contro l'Heerenveen, consegnando il 22º titolo alla squadra di Eindhoven. Segna il suo ultimo gol con la maglia dei Boeren, il 10 maggio 2015 in occasione della vittoria in casa per 2-0 ai danni dell'Heracles Almelo. Conclude la stagione con 22 reti, due in più del suo compagno di squadra Luuk de Jong, che gli consentono di ottenere il titolo di capocannoniere di Eredivisie. Pochi giorni dopo la società del club, confermerà di aver ricevuto numerose offerte da squadre desiderose di ingaggiare Memphis, fra tutte il Manchester Utd.

#### Manchester Utd

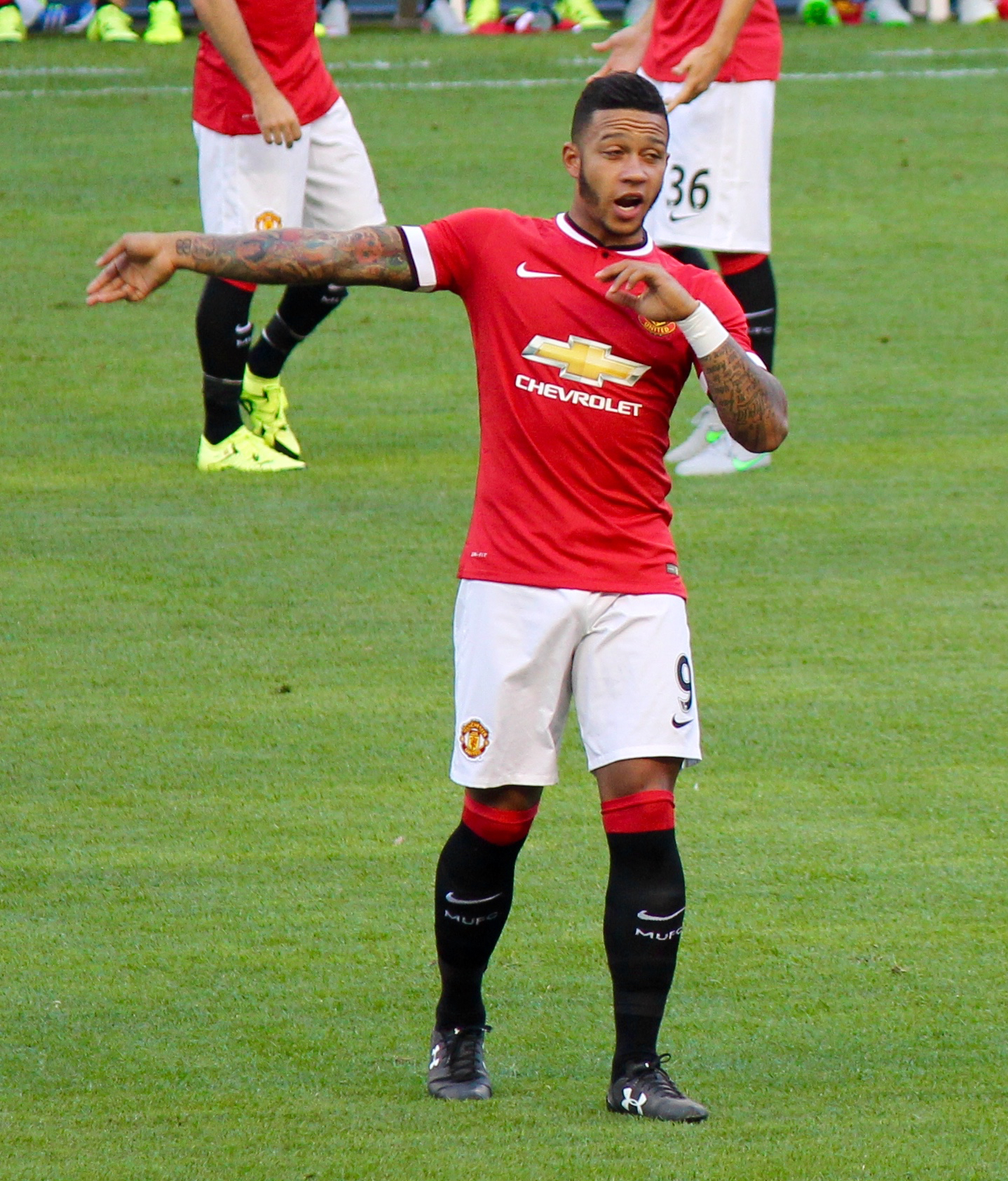
Depay al Manchester Utd nel 2015

Il 7 maggio 2015 il PSV annuncia il raggiungimento di un accordo con il Manchester Utd per il trasferimento del giocatore olandese sulla base di 25 milioni di sterline (circa 30 milioni di euro). Il manager dei Red Devils, Louis van Gaal, ha espressamente dichiarato che è stato lui stesso a interessarsi alla trattativa per anticipare sul tempo le altre squadre interessate al talento olandese su tutte il Liverpool e il Paris Saint-Germain. Il 12 giugno 2015 il trasferimento viene finalizzato, diventando il 4º giocatore proveniente dal PSV a unirsi al club inglese dopo Jaap Stam, Park Ji-sung e Ruud van Nistelrooij.
Il 17 giugno debutta con la casacca dei Red Devils nell'amichevole precampionato contro il Club América a Seattle. Pochi giorni dopo, va a segno per la prima volta con la sua nuova squadra, nell'amichevole contro i S.J. Earthquakes. A sua richiesta, chiede di indossare la maglia numero sette, lasciata vacante durante la sessione di mercato estiva da Ángel Di María e indossata precedentemente da alcuni dei più importanti giocatori mancuniani come George Best, Éric Cantona, David Beckham e Cristiano Ronaldo.
Debutta in Premier League l'8 agosto nel match disputato all'Old Trafford contro il Tottenham, match che terminerà 1-0 a favore dei padroni di casa. Il 18 agosto, sigla una doppietta nel match di casa valido per i preliminari della UEFA Champions League 2015-2016 ai danni del Club Bruges, fornendo tra l'altro l'assist a Marouane Fellaini per il 3-1 definitivo; nella partita di ritorno, fornice l'assist del primo dei tre gol del suo compagno di squadra, Wayne Rooney. Il 15 settembre, va di nuovo a segno nel primo match della fase a gironi contro i suoi ex compagni del PSV, gara che tuttavia terminerà a favore del club olandese. Il 26 settembre va nuovamente a segno e per la prima volta in Premier League, nella vittoria casalinga sul Sunderland, il match terminerà 3-0 e consentirà ai Red Devils di ritornare al momentaneo comando del campionato dopo 110 settimane.
Nonostante un buon avvio di stagione, viene man mano relegato ai margini della rosa, complici alcune interviste rilasciate al giornale olandese De Telegraaf, in cui lo stesso Depay ammette che il fitto calendario del club inglese, non gli consente di rendere al massimo delle sue potenzialità. Dopo essere stato lasciato per 4 volte consecutivamente in panchina, ritorna titolare a fianco del neo-arrivato Anthony Martial nella vittoria in esterna contro il Watford, sprecando tra l'altro una chiara occasione da gol. Il 18 febbraio 2016 va a segno nel match di andata valido per i sedicesimi di finale della UEFA Europa League contro il Midtjyland, match che tuttavia terminerà 2-1 per la formazione danese. Si replicherà il 25 febbraio, nel match di ritorno in casa, siglando il definitivo 5-1 che consegnerà ai Red Devils l'accesso agli ottavi di finale.
Durante la prima parte della Premier League 2016-2017, viene schierato un totale di quattro volte, collezionando complessivamente 20 minuti di gioco. Il 21 settembre 2016 viene schierato nella formazione titolare, in occasione del match di EFL Cup contro il Northampton Town, match che terminerà 3-1 a favore dei Red Devils. Successivamente al match di EFL Cup, giocherà per tutto il resto della stagione 2016-2017 un totale di 46 minuti. Disputerà l'ultimo incontro per i mancuniani il 24 novembre 2016 in occasione del match casalingo di UEFA Europa League vinto 4-0 contro il Feyenoord, subentrando nel finale.
Conclude la sua esperienza a Manchester dopo un anno e mezzo, collezionando 56 presenze totali e 7 gol all'attivo.

#### Olympique Lione

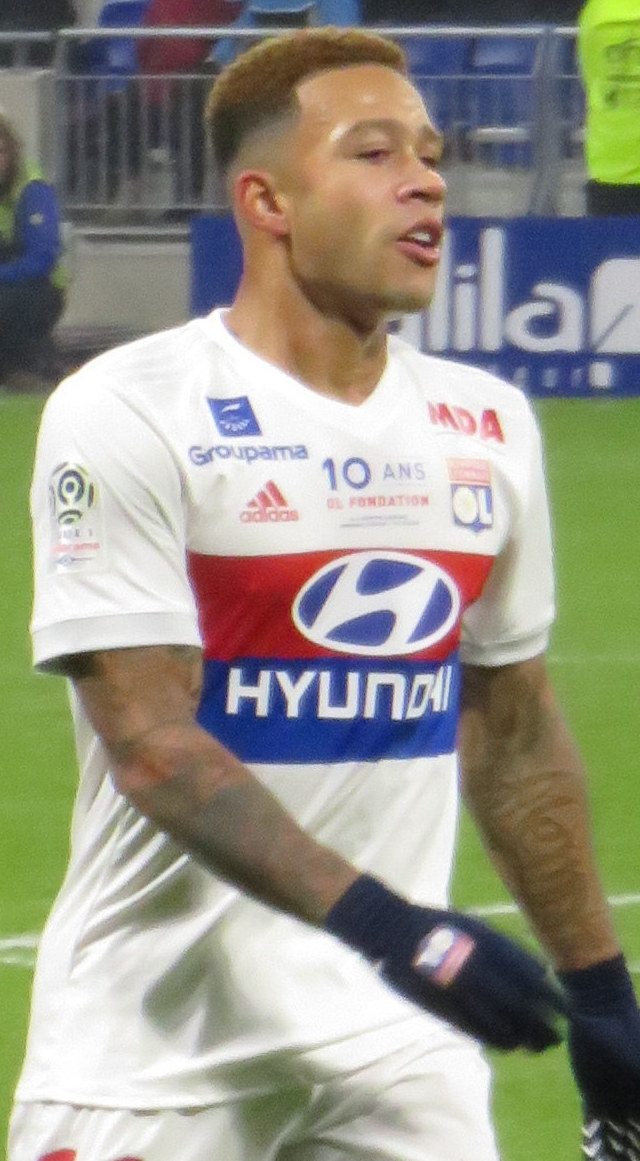
Memphis con l'Olympique Lione nel 2017

Il 20 gennaio 2017 firma per l'Olympique Lione: il costo dell'operazione si aggira attorno ai 16-17 milioni di sterline, l'equivalente di circa 20 milioni di euro, che tuttavia potrebbero diventare 24 al raggiungimento di determinati obiettivi come la qualificazione per la UEFA Champions League da parte del club francese; il contratto siglato dalle due squadre include anche una clausola di recompra che prevede, appunto, l'opzione di riacquisto da parte del Manchester Utd. Il 22 gennaio debutta con la maglia dell'OL subentrando al 79' al posto di Mathieu Valbuena nel match al Parc Olympique Lyonnais contro l'Olympique Marsiglia, conclusosi con il risultato di 3-1 per i padroni di casa. Il 28 gennaio viene schierato per la prima volta nella formazione titolare in occasione del match contro il Lilla, mancando di poco la prima rete con la casacca del club francese; viene sostituito al 68' al posto di Maxwel Cornet, il match terminerà 1-2. L'8 febbraio mette a segno la sua prima rete in Ligue 1, nel match interno col Nancy, vinto dai padroni di casa per 4-0.
Nella stagione 2017-2018 segna ben 22 gol tra Ligue 1 ed Europa League ma l’anno seguente ne segna solo 12 in tutto. Il 3 dicembre, nella sconfitta esterna 0-1 contro il Lilla, raggiunge quota 100 presenze in Ligue 1. Il 15 dello stesso mese, nella gara interna contro il Rennes si procura la rottura del legamento crociato sinistro, terminando così anzitempo una delle sue migliori stagioni grazie ai 14 gol segnati in 18 presenze totali; cinque giorni dopo viene operato dal professor Mariani a Villa Stuart a Roma e a fine mese viene proclamato giocatore dell’anno dall'Olympique Lione. Torna in campo il 31 luglio, nel finale di stagione e dopo il blocco delle competizioni a causa dell’emergenza COVID-19, giocando da titolare la finale di Coppa di Lega persa ai rigori contro il Paris Saint-Germain. La settimana seguente torna a segnare nella sconfitta per 2-1 contro la Juventus, risultando decisivo per la qualificazione ai quarti di Champions visto il risultato della partita di andata; dopo avere estromesso il Manchester City ai quarti, i francesi verranno poi eliminati in semifinale dal Bayern Monaco che vincerà la competizione. Mette quindi insieme 22 presenze e 15 gol in stagione.
Il 28 agosto apre la nuova stagione segnando una tripletta alla prima di campionato contro il Digione. Questa sarà la sua migliore annata in Francia con 22 gol segnati e 10 assist forniti in 40 partite tra campionato e coppa francese. In tutto con il Lione ha messo insieme 178 presenze e 76 gol.

#### Barcellona
Il 19 giugno 2021 firma da svincolato per il Barcellona con decorrenza dal 1º luglio seguente, ritrovando Ronald Koeman, che lo aveva allenato nella nazionale olandese. Inizia la sua avventura blaugrana disputando un buon precampionato e andando a segno già nelle prime giornate della Liga contro Athletic Bilbao e Getafe. A novembre Koeman viene esonerato e il suo posto viene preso da Xavi, e lo spazio di Depay diminuisce, finendo poi ai margini della rosa nella stagione 2022-2023.

#### Atlético Madrid
Il 20 gennaio 2023, Memphis viene ceduto a titolo definitivo all'Atlético Madrid, altra squadra de La Liga, con cui firma un contratto valido fino al 30 giugno 2024. Lascia il club al termine della stagione 2023-2024, alla scadenza naturale del suo contratto.

#### Corinthians
Il 10 settembre 2024, dopo aver disputato i campionati europei da svincolato con la nazionale olandese, firma un contratto con i brasiliani del Corinthians.

### Nazionale
Nell'ottobre 2013 viene convocato per la prima volta in nazionale maggiore, con cui debutta in nazionale il 15 del mese stesso in un match valido per le qualificazioni al campionato del mondo 2014 contro la Turchia. Viene successivamente convocato per la fase finale del mondiale, dove va in gol sia nella seconda, mettendo a segno il gol che consente ai Paesi Bassi di battere 3-2 l'Australia. Nella terza giornata della fase a gruppi chiude le marcature nel 2-0 contro il Cile.
Nel giugno 2019 arriva con gli Oranje fino alla finale della neonata Nations League, cedendo tuttavia 0-1 al Portogallo. Nel 2021 viene poi convocato per il campionato d'Europa 2020, edizione posticipata a causa della pandemia di COVID-19, in cui va a segno nel successo per 2-0 contro l'Austria ai gironi.
A settembre mette a segno 5 gol in 2 partite di qualificazione ai Mondiali del 2022: una doppietta nel 4-0 contro il Montenegro e una tripletta, la prima per lui, nel 6-1 contro la Turchia, che al contempo gli consente di eguagliare i gol realizzati da Johan Cruijff e Abe Lenstra in nazionale (33) e di Patrick Kluivert in un anno solare (12), entrando al contempo tra i 10 migliori marcatori nella storia della sua nazionale. L'11 ottobre realizza una doppietta nel successo per 6-0 contro Gibilterra che gli consente di eguagliare le reti realizzate da Faas Wilkes e Ruud van Nistelrooij (35). Il 13 novembre realizza un'altra doppietta nel pareggio per 2-2 in casa del Montenegro, che gli consente di andare al quarto posto per gol realizzati (37) in nazionale a pari merito con Arjen Robben e Dennis Bergkamp; al contempo diventa il migliore dei Paesi Bassi nelle qualificazioni, salendo a quota 14 gol, battendo il precedente primato detenuto da Ruud van Nistelrooij e Robin van Persie fermi a 13. Tre giorni dopo supera Robben e Bergkamp andando a segno nel successo per 2-0 contro la Norvegia, con cui al contempo consente agli olandesi di qualificarsi ai Mondiali.
Il 3 giugno 2022, in occasione del successo per 1-4 contro il Belgio in Nations League, raggiunge quota 41 gol segnati, superando Patrick Kluivert andando al terzo posto nella classifica marcatori degli olandesi. Undici giorni dopo, in occasione del successo per 3-2 contro il Galles (sempre in Nations League), raggiunge Klaas-Jan Huntelaar al secondo posto della classifica marcatori con 42 marcatore.
Convocato per i Mondiali 2022, inizialmente non è una prima scelta del CT Louis Van Gaal, salvo poi diventare titolare successivamente, realizzando anche il gol del provvisorio 2-0 nella partita valida per gli ottavi di finale vinti 3-1 contro gli Stati Uniti; questa rete gli consente di superare Huntelaar, salendo al secondo posto solitario della classifica marcatori a quota 43 gol dietro a Robin van Persie (50 reti).
Successivamente viene convocato per Euro 2024, in cui realizza un gol nella sconfitta per 2-3 ai gironi contro l'Austria.
Il 23 marzo 2025 raggiunge quota 100 presenze nel ritorno dei quarti di Nations League contro la Spagna, in cui ha realizzato un gol; la partita si protrae fino ai calci di rigore, in cui gli olandesi hanno avuto la peggio. Il 10 giugno seguente invece realizza una doppietta nel successo per 8-0 contro Malta aggacciando al primo posto nella classifica marcatori degli olandesi Robin van Persie; al contempo ha eguagliato van Persie anche per quanto riguarda le partite giocate con la selezione olandese (102).

## Statistiche

### Presenze e reti nei club
Statistiche aggiornate al 28 maggio 2025.
| Stagione               | Squadra                | Campionato             | Campionato | Campionato | Coppe nazionali | Coppe nazionali | Coppe nazionali | Coppe continentali | Coppe continentali | Coppe continentali | Altre coppe | Altre coppe | Altre coppe | Totale | Totale |
| Stagione               | Squadra                | Comp                   | Pres       | Reti       | Comp            | Pres            | Reti            | Comp               | Pres               | Reti               | Comp        | Pres        | Reti        | Pres   | Reti   |
| ---------------------- | ---------------------- | ---------------------- | ---------- | ---------- | --------------- | --------------- | --------------- | ------------------ | ------------------ | ------------------ | ----------- | ----------- | ----------- | ------ | ------ |
| 2011-2012              | PSV                    | ED                     | 8          | 3          | CO              | 3               | 2               | UEL                | 0                  | 0                  | -           | -           | -           | 11     | 5      |
| 2012-2013              | PSV                    | ED                     | 20         | 2          | CO              | 4               | 1               | UEL                | 5                  | 0                  | SO          | 1           | 0           | 30     | 3      |
| 2013-2014              | PSV                    | ED                     | 32         | 12         | CO              | 1               | 0               | UCL+UEL            | 4+6                | 1+1                | -           | -           | -           | 43     | 14     |
| 2014-2015              | PSV                    | ED                     | 30         | 22         | CO              | 1               | 0               | UEL                | 9                  | 6                  | -           | -           | -           | 40     | 28     |
| Totale PSV             | Totale PSV             | Totale PSV             | 90         | 39         |                 | 9               | 3               |                    | 24                 | 8                  |             | 1           | 0           | 124    | 50     |
| 2015-2016              | Manchester Utd         | PL                     | 29         | 2          | FACup+CdL       | 3+2             | 0               | UCL+UEL            | 8+3                | 3+2                | -           | -           | -           | 45     | 7      |
| 2016-gen. 2017         | Manchester Utd         | PL                     | 4          | 0          | FACup+CdL       | 0+1             | 0               | UEL                | 3                  | 0                  | CS          | 0           | 0           | 8      | 0      |
| Totale Manchester Utd  | Totale Manchester Utd  | Totale Manchester Utd  | 33         | 2          |                 | 6               | 0               |                    | 14                 | 5                  |             | 0           | 0           | 53     | 7      |
| gen.-giu. 2017         | Olympique Lione        | L1                     | 17         | 5          | CF+CdL          | 1+0             | 0               | UEL                | -                  | -                  | SF          | -           | -           | 18     | 5      |
| 2017-2018              | Olympique Lione        | L1                     | 36         | 19         | CF+CdL          | 4+1             | 0               | UEL                | 10                 | 3                  | SF          | 0           | 0           | 51     | 22     |
| 2018-2019              | Olympique Lione        | L1                     | 36         | 10         | CF+CdL          | 2+1             | 1+0             | UCL                | 8                  | 1                  | -           | -           | -           | 47     | 12     |
| 2019-2020              | Olympique Lione        | L1                     | 13         | 9          | CF+CdL          | 0+1             | 0               | UCL                | 8                  | 6                  | -           | -           | -           | 22     | 15     |
| 2020-2021              | Olympique Lione        | L1                     | 37         | 20         | CF              | 3               | 2               | -                  | -                  | -                  | -           | -           | -           | 40     | 22     |
| Totale Olympique Lione | Totale Olympique Lione | Totale Olympique Lione | 139        | 63         |                 | 13              | 3               |                    | 26                 | 10                 |             | 0           | 0           | 178    | 76     |
| 2021-2022              | Barcellona             | PD                     | 28         | 12         | CR              | 0               | 0               | UCL+UEL            | 6+3                | 0+1                | SS          | 1           | 0           | 38     | 13     |
| 2022-gen. 2023         | Barcellona             | PD                     | 2          | 1          | CR              | 1               | 0               | UCL                | 1                  | 0                  | SS          | 0           | 0           | 4      | 1      |
| Totale Barcellona      | Totale Barcellona      | Totale Barcellona      | 30         | 13         |                 | 1               | 0               |                    | 10                 | 1                  |             | 1           | 0           | 42     | 14     |
| gen.-giu. 2023         | Atlético Madrid        | PD                     | 8          | 4          | CR              | 1               | 0               | UCL                | -                  | -                  | -           | -           | -           | 9      | 4      |
| 2023-2024              | Atlético Madrid        | PD                     | 23         | 5          | CR              | 5               | 3               | UCL                | 3                  | 1                  | SS          | 0           | 0           | 31     | 9      |
| Totale Atlético Madrid | Totale Atlético Madrid | Totale Atlético Madrid | 31         | 9          |                 | 6               | 3               |                    | 3                  | 1                  |             | 0           | 0           | 40     | 13     |
| 2024                   | Corinthians            | A                      | 11         | 7          |                 | -               | -               | CS                 | 3                  | 0                  |             |             |             | 14     | 7      |
| 2025                   | Corinthians            | A                      | 7          | 3          |                 |                 |                 | CS                 | 4                  | 1                  | CL          | 4           | 0           | 15     | 4      |
| Totale carriera        | Totale carriera        | Totale carriera        | 341        | 136        |                 | 39              | 9               |                    | 84                 | 26                 |             | 2           | 0           | 466    | 171    |

### Cronologia presenze e reti in nazionale
| Cronologia completa delle presenze e delle reti in nazionale ― Paesi Bassi | Cronologia completa delle presenze e delle reti in nazionale ― Paesi Bassi | Cronologia completa delle presenze e delle reti in nazionale ― Paesi Bassi | Cronologia completa delle presenze e delle reti in nazionale ― Paesi Bassi | Cronologia completa delle presenze e delle reti in nazionale ― Paesi Bassi | Cronologia completa delle presenze e delle reti in nazionale ― Paesi Bassi | Cronologia completa delle presenze e delle reti in nazionale ― Paesi Bassi | Cronologia completa delle presenze e delle reti in nazionale ― Paesi Bassi |
| Data                                                                       | Città                                                                      | In casa                                                                    | Risultato                                                                  | Ospiti                                                                     | Competizione                                                               | Reti                                                                       | Note                                                                       |
| -------------------------------------------------------------------------- | -------------------------------------------------------------------------- | -------------------------------------------------------------------------- | -------------------------------------------------------------------------- | -------------------------------------------------------------------------- | -------------------------------------------------------------------------- | -------------------------------------------------------------------------- | -------------------------------------------------------------------------- |
| 15-10-2013                                                                 | Istanbul                                                                   | Turchia                                                                    | 0 – 2                                                                      | Paesi Bassi                                                                | Qual. Mondiali 2014                                                        | -                                                                          | 89’                                                                        |
| 16-11-2013                                                                 | Genk                                                                       | Giappone                                                                   | 2 – 2                                                                      | Paesi Bassi                                                                | Amichevole                                                                 | -                                                                          | 69’                                                                        |
| 19-11-2013                                                                 | Amsterdam                                                                  | Paesi Bassi                                                                | 0 – 0                                                                      | Colombia                                                                   | Amichevole                                                                 | -                                                                          | 90+2’                                                                      |
| 5-3-2014                                                                   | Saint-Denis                                                                | Francia                                                                    | 2 – 0                                                                      | Paesi Bassi                                                                | Amichevole                                                                 | -                                                                          | 73’                                                                        |
| 17-5-2014                                                                  | Amsterdam                                                                  | Paesi Bassi                                                                | 1 – 1                                                                      | Ecuador                                                                    | Amichevole                                                                 | -                                                                          |                                                                            |
| 31-5-2014                                                                  | Rotterdam                                                                  | Paesi Bassi                                                                | 1 – 0                                                                      | Ghana                                                                      | Amichevole                                                                 | -                                                                          | 74’                                                                        |
| 18-6-2014                                                                  | Porto Alegre                                                               | Australia                                                                  | 2 – 3                                                                      | Paesi Bassi                                                                | Mondiali 2014 - 1º turno                                                   | 1                                                                          | 45’                                                                        |
| 23-6-2014                                                                  | San Paolo                                                                  | Paesi Bassi                                                                | 2 – 0                                                                      | Cile                                                                       | Mondiali 2014 - 1º turno                                                   | 1                                                                          | 69’                                                                        |
| 29-6-2014                                                                  | Fortaleza                                                                  | Paesi Bassi                                                                | 2 – 1                                                                      | Messico                                                                    | Mondiali 2014 - Ottavi di finale                                           | -                                                                          | 56’                                                                        |
| 5-7-2014                                                                   | Salvador                                                                   | Paesi Bassi                                                                | 0 – 0 dts (4 – 3 dtr)                                                      | Costa Rica                                                                 | Mondiali 2014 - Quarti di finale                                           | -                                                                          | 76’                                                                        |
| 9-9-2014                                                                   | Praga                                                                      | Rep. Ceca                                                                  | 2 – 1                                                                      | Paesi Bassi                                                                | Qual. Euro 2016                                                            | -                                                                          |                                                                            |
| 12-11-2014                                                                 | Amsterdam                                                                  | Paesi Bassi                                                                | 2 – 3                                                                      | Messico                                                                    | Amichevole                                                                 | -                                                                          | 60’                                                                        |
| 16-11-2014                                                                 | Amsterdam                                                                  | Paesi Bassi                                                                | 6 – 0                                                                      | Lettonia                                                                   | Qual. Euro 2016                                                            | -                                                                          | 69’                                                                        |
| 28-3-2015                                                                  | Amsterdam                                                                  | Paesi Bassi                                                                | 1 – 1                                                                      | Turchia                                                                    | Qual. Euro 2016                                                            | -                                                                          |                                                                            |
| 31-3-2015                                                                  | Amsterdam                                                                  | Paesi Bassi                                                                | 2 – 0                                                                      | Spagna                                                                     | Amichevole                                                                 | -                                                                          | 84’                                                                        |
| 5-6-2015                                                                   | Amsterdam                                                                  | Paesi Bassi                                                                | 3 – 4                                                                      | Stati Uniti                                                                | Amichevole                                                                 | 1                                                                          |                                                                            |
| 12-6-2015                                                                  | Riga                                                                       | Lettonia                                                                   | 0 – 2                                                                      | Paesi Bassi                                                                | Qual. Euro 2016                                                            | -                                                                          | 86’                                                                        |
| 3-9-2015                                                                   | Amsterdam                                                                  | Paesi Bassi                                                                | 0 – 1                                                                      | Islanda                                                                    | Qual. Euro 2016                                                            | -                                                                          |                                                                            |
| 6-9-2015                                                                   | Konya                                                                      | Turchia                                                                    | 3 – 0                                                                      | Paesi Bassi                                                                | Qual. Euro 2016                                                            | -                                                                          |                                                                            |
| 10-10-2015                                                                 | Astana                                                                     | Kazakistan                                                                 | 1 – 2                                                                      | Paesi Bassi                                                                | Qual. Euro 2016                                                            | -                                                                          |                                                                            |
| 13-10-2015                                                                 | Amsterdam                                                                  | Paesi Bassi                                                                | 2 – 3                                                                      | Rep. Ceca                                                                  | Qual. Euro 2016                                                            | -                                                                          |                                                                            |
| 25-3-2016                                                                  | Amsterdam                                                                  | Paesi Bassi                                                                | 2 – 3                                                                      | Francia                                                                    | Amichevole                                                                 | -                                                                          | 46’                                                                        |
| 29-3-2016                                                                  | Londra                                                                     | Inghilterra                                                                | 1 – 2                                                                      | Paesi Bassi                                                                | Amichevole                                                                 | -                                                                          |                                                                            |
| 27-5-2016                                                                  | Dublino                                                                    | Irlanda                                                                    | 1 – 1                                                                      | Paesi Bassi                                                                | Amichevole                                                                 | -                                                                          | 61’                                                                        |
| 10-10-2016                                                                 | Amsterdam                                                                  | Paesi Bassi                                                                | 0 – 1                                                                      | Francia                                                                    | Qual. Mondiali 2018                                                        | -                                                                          | 16’                                                                        |
| 9-11-2016                                                                  | Amsterdam                                                                  | Paesi Bassi                                                                | 1 – 1                                                                      | Belgio                                                                     | Amichevole                                                                 | -                                                                          | 67’                                                                        |
| 13-11-2016                                                                 | Lussemburgo                                                                | Lussemburgo                                                                | 1 – 3                                                                      | Paesi Bassi                                                                | Qual. Mondiali 2018                                                        | 2                                                                          |                                                                            |
| 28-3-2017                                                                  | Amsterdam                                                                  | Paesi Bassi                                                                | 1 – 2                                                                      | Italia                                                                     | Amichevole                                                                 | -                                                                          |                                                                            |
| 31-5-2017                                                                  | Agadir                                                                     | Marocco                                                                    | 1 – 2                                                                      | Paesi Bassi                                                                | Amichevole                                                                 | -                                                                          | 74’                                                                        |
| 4-6-2017                                                                   | Rotterdam                                                                  | Paesi Bassi                                                                | 5 – 0                                                                      | Costa d'Avorio                                                             | Amichevole                                                                 | -                                                                          | 77’                                                                        |
| 9-6-2017                                                                   | Amsterdam                                                                  | Paesi Bassi                                                                | 5 – 0                                                                      | Lussemburgo                                                                | Qual. Mondiali 2018                                                        | -                                                                          | 66’                                                                        |
| 7-10-2017                                                                  | Borisov                                                                    | Bielorussia                                                                | 1 – 3                                                                      | Paesi Bassi                                                                | Qual. Mondiali 2018                                                        | 1                                                                          | 68’                                                                        |
| 9-11-2017                                                                  | Aberdeen                                                                   | Scozia                                                                     | 0 – 1                                                                      | Paesi Bassi                                                                | Amichevole                                                                 | 1                                                                          |                                                                            |
| 14-11-2017                                                                 | Bucarest                                                                   | Romania                                                                    | 0 – 3                                                                      | Paesi Bassi                                                                | Amichevole                                                                 | 1                                                                          | 62’                                                                        |
| 23-3-2018                                                                  | Amsterdam                                                                  | Paesi Bassi                                                                | 0 – 1                                                                      | Inghilterra                                                                | Amichevole                                                                 | -                                                                          |                                                                            |
| 26-3-2018                                                                  | Ginevra                                                                    | Portogallo                                                                 | 0 – 3                                                                      | Paesi Bassi                                                                | Amichevole                                                                 | 1                                                                          | 78’                                                                        |
| 31-5-2018                                                                  | Trnava                                                                     | Slovacchia                                                                 | 1 – 1                                                                      | Paesi Bassi                                                                | Amichevole                                                                 | -                                                                          | 80’                                                                        |
| 4-6-2018                                                                   | Torino                                                                     | Italia                                                                     | 1 – 1                                                                      | Paesi Bassi                                                                | Amichevole                                                                 | -                                                                          |                                                                            |
| 6-9-2018                                                                   | Amsterdam                                                                  | Paesi Bassi                                                                | 2 – 1                                                                      | Perù                                                                       | Amichevole                                                                 | 2                                                                          |                                                                            |
| 9-9-2018                                                                   | Parigi                                                                     | Francia                                                                    | 2 – 1                                                                      | Paesi Bassi                                                                | UEFA Nations League 2018-2019 - 1º turno                                   | -                                                                          |                                                                            |
| 13-10-2018                                                                 | Amsterdam                                                                  | Paesi Bassi                                                                | 3 – 0                                                                      | Germania                                                                   | UEFA Nations League 2018-2019 - 1º turno                                   | 1                                                                          |                                                                            |
| 16-10-2018                                                                 | Bruxelles                                                                  | Belgio                                                                     | 1 – 1                                                                      | Paesi Bassi                                                                | Amichevole                                                                 | -                                                                          |                                                                            |
| 16-11-2018                                                                 | Rotterdam                                                                  | Paesi Bassi                                                                | 2 – 0                                                                      | Francia                                                                    | UEFA Nations League 2018-2019 - 1º turno                                   | 1                                                                          |                                                                            |
| 19-11-2018                                                                 | Gelsenkirchen                                                              | Germania                                                                   | 2 – 2                                                                      | Paesi Bassi                                                                | UEFA Nations League 2018-2019 - 1º turno                                   | -                                                                          |                                                                            |
| 21-3-2019                                                                  | Rotterdam                                                                  | Paesi Bassi                                                                | 4 – 0                                                                      | Bielorussia                                                                | Qual. Euro 2020                                                            | 2                                                                          |                                                                            |
| 24-3-2019                                                                  | Amsterdam                                                                  | Paesi Bassi                                                                | 2 – 3                                                                      | Germania                                                                   | Qual. Euro 2020                                                            | 1                                                                          |                                                                            |
| 6-6-2019                                                                   | Guimarães                                                                  | Paesi Bassi                                                                | 3 – 1 dts                                                                  | Inghilterra                                                                | UEFA Nations League 2018-2019 - Semifinale                                 | -                                                                          |                                                                            |
| 9-6-2019                                                                   | Porto                                                                      | Portogallo                                                                 | 1 – 0                                                                      | Paesi Bassi                                                                | UEFA Nations League 2018-2019 - Finale                                     | -                                                                          |                                                                            |
| 6-9-2019                                                                   | Amburgo                                                                    | Germania                                                                   | 2 – 4                                                                      | Paesi Bassi                                                                | Qual. Euro 2020                                                            | -                                                                          | 35’                                                                        |
| 9-9-2019                                                                   | Tallinn                                                                    | Estonia                                                                    | 0 – 4                                                                      | Paesi Bassi                                                                | Qual. Euro 2020                                                            | 1                                                                          |                                                                            |
| 10-10-2019                                                                 | Rotterdam                                                                  | Paesi Bassi                                                                | 3 – 1                                                                      | Irlanda del Nord                                                           | Qual. Euro 2020                                                            | 2                                                                          | 90+4’                                                                      |
| 19-11-2019                                                                 | Amsterdam                                                                  | Paesi Bassi                                                                | 5 – 0                                                                      | Estonia                                                                    | Qual. Euro 2020                                                            | -                                                                          | 46’                                                                        |
| 4-9-2020                                                                   | Amsterdam                                                                  | Paesi Bassi                                                                | 1 – 0                                                                      | Polonia                                                                    | UEFA Nations League 2020-2021 - 1º turno                                   | -                                                                          | 74’                                                                        |
| 7-9-2020                                                                   | Amsterdam                                                                  | Paesi Bassi                                                                | 0 – 1                                                                      | Italia                                                                     | UEFA Nations League 2020-2021 - 1º turno                                   | -                                                                          | 90+5’                                                                      |
| 7-10-2020                                                                  | Amsterdam                                                                  | Paesi Bassi                                                                | 0 – 1                                                                      | Messico                                                                    | Amichevole                                                                 | -                                                                          |                                                                            |
| 14-10-2020                                                                 | Bergamo                                                                    | Italia                                                                     | 1 – 1                                                                      | Paesi Bassi                                                                | UEFA Nations League 2020-2021 - 1º turno                                   | -                                                                          | 90+2’                                                                      |
| 11-11-2020                                                                 | Amsterdam                                                                  | Paesi Bassi                                                                | 1 – 1                                                                      | Spagna                                                                     | Amichevole                                                                 | -                                                                          | 79’                                                                        |
| 15-11-2020                                                                 | Amsterdam                                                                  | Paesi Bassi                                                                | 3 – 1                                                                      | Bosnia ed Erzegovina                                                       | UEFA Nations League 2020-2021 - 1º turno                                   | 1                                                                          | 78’                                                                        |
| 18-11-2020                                                                 | Chorzów                                                                    | Polonia                                                                    | 1 – 2                                                                      | Paesi Bassi                                                                | UEFA Nations League 2020-2021 - 1º turno                                   | 1                                                                          |                                                                            |
| 24-3-2021                                                                  | Istanbul                                                                   | Turchia                                                                    | 4 – 2                                                                      | Paesi Bassi                                                                | Qual. Mondiali 2022                                                        | -                                                                          |                                                                            |
| 27-3-2021                                                                  | Amsterdam                                                                  | Paesi Bassi                                                                | 2 – 0                                                                      | Lettonia                                                                   | Qual. Mondiali 2022                                                        | -                                                                          | 90’                                                                        |
| 30-3-2021                                                                  | Gibilterra                                                                 | Gibilterra                                                                 | 0 – 7                                                                      | Paesi Bassi                                                                | Qual. Mondiali 2022                                                        | 2                                                                          |                                                                            |
| 2-6-2021                                                                   | Faro                                                                       | Paesi Bassi                                                                | 2 – 2                                                                      | Scozia                                                                     | Amichevole                                                                 | 2                                                                          |                                                                            |
| 6-6-2021                                                                   | Enschede                                                                   | Paesi Bassi                                                                | 3 – 0                                                                      | Georgia                                                                    | Amichevole                                                                 | 1                                                                          |                                                                            |
| 13-6-2021                                                                  | Amsterdam                                                                  | Paesi Bassi                                                                | 3 – 2                                                                      | Ucraina                                                                    | Euro 2020 - 1º turno                                                       | -                                                                          | 90+1’                                                                      |
| 17-6-2021                                                                  | Amsterdam                                                                  | Paesi Bassi                                                                | 2 – 0                                                                      | Austria                                                                    | Euro 2020 - 1º turno                                                       | 1                                                                          | 82’                                                                        |
| 21-6-2021                                                                  | Amsterdam                                                                  | Macedonia del Nord                                                         | 0 – 3                                                                      | Paesi Bassi                                                                | Euro 2020 - 1º turno                                                       | 1                                                                          | 66’                                                                        |
| 27-6-2021                                                                  | Budapest                                                                   | Paesi Bassi                                                                | 0 – 2                                                                      | Rep. Ceca                                                                  | Euro 2020 - Ottavi di finale                                               | -                                                                          |                                                                            |
| 1-9-2021                                                                   | Oslo                                                                       | Norvegia                                                                   | 1 – 1                                                                      | Paesi Bassi                                                                | Qual. Mondiali 2022                                                        | -                                                                          |                                                                            |
| 4-9-2021                                                                   | Eindhoven                                                                  | Paesi Bassi                                                                | 4 – 0                                                                      | Montenegro                                                                 | Qual. Mondiali 2022                                                        | 2                                                                          |                                                                            |
| 7-9-2021                                                                   | Amsterdam                                                                  | Paesi Bassi                                                                | 6 – 1                                                                      | Turchia                                                                    | Qual. Mondiali 2022                                                        | 3                                                                          |                                                                            |
| 8-10-2021                                                                  | Riga                                                                       | Lettonia                                                                   | 0 – 1                                                                      | Paesi Bassi                                                                | Qual. Mondiali 2022                                                        | -                                                                          |                                                                            |
| 11-10-2021                                                                 | Rotterdam                                                                  | Paesi Bassi                                                                | 6 – 0                                                                      | Gibilterra                                                                 | Qual. Mondiali 2022                                                        | 2                                                                          |                                                                            |
| 13-11-2021                                                                 | Podgorica                                                                  | Montenegro                                                                 | 2 – 2                                                                      | Paesi Bassi                                                                | Qual. Mondiali 2022                                                        | 2                                                                          |                                                                            |
| 16-11-2021                                                                 | Rotterdam                                                                  | Paesi Bassi                                                                | 2 – 0                                                                      | Norvegia                                                                   | Qual. Mondiali 2022                                                        | 1                                                                          |                                                                            |
| 26-3-2022                                                                  | Amsterdam                                                                  | Paesi Bassi                                                                | 4 – 2                                                                      | Danimarca                                                                  | Amichevole                                                                 | 1                                                                          | 77’                                                                        |
| 29-3-2022                                                                  | Amsterdam                                                                  | Paesi Bassi                                                                | 1 – 1                                                                      | Germania                                                                   | Amichevole                                                                 | -                                                                          | 29’                                                                        |
| 3-6-2022                                                                   | Bruxelles                                                                  | Belgio                                                                     | 1 – 4                                                                      | Paesi Bassi                                                                | UEFA Nations League 2022-2023 - 1º turno                                   | 2                                                                          |                                                                            |
| 11-6-2022                                                                  | Rotterdam                                                                  | Paesi Bassi                                                                | 2 – 2                                                                      | Polonia                                                                    | UEFA Nations League 2022-2023 - 1º turno                                   | -                                                                          | cap.                                                                       |
| 14-6-2022                                                                  | Rotterdam                                                                  | Paesi Bassi                                                                | 3 – 2                                                                      | Galles                                                                     | UEFA Nations League 2022-2023 - 1º turno                                   | 1                                                                          | 73’                                                                        |
| 22-9-2022                                                                  | Varsavia                                                                   | Polonia                                                                    | 0 – 2                                                                      | Paesi Bassi                                                                | UEFA Nations League 2022-2023 - 1º turno                                   | -                                                                          | 52’                                                                        |
| 21-11-2022                                                                 | Doha                                                                       | Senegal                                                                    | 0 – 2                                                                      | Paesi Bassi                                                                | Mondiali 2022 - 1º turno                                                   | -                                                                          | 62’                                                                        |
| 25-11-2022                                                                 | Al Rayyan                                                                  | Paesi Bassi                                                                | 1 – 1                                                                      | Ecuador                                                                    | Mondiali 2022 - 1º turno                                                   | -                                                                          | 46’                                                                        |
| 29-11-2022                                                                 | Al Khawr                                                                   | Paesi Bassi                                                                | 2 – 0                                                                      | Qatar                                                                      | Mondiali 2022 - 1º turno                                                   | -                                                                          | 66’                                                                        |
| 3-12-2022                                                                  | Al Rayyan                                                                  | Paesi Bassi                                                                | 3 – 1                                                                      | Stati Uniti                                                                | Mondiali 2022 - Ottavi di finale                                           | 1                                                                          | 83’                                                                        |
| 9-12-2022                                                                  | Lusail                                                                     | Paesi Bassi                                                                | 2 – 2 dts (3 – 4 dtr)                                                      | Argentina                                                                  | Mondiali 2022 - Quarti di finale                                           | -                                                                          | 76’ 78’                                                                    |
| 24-3-2023                                                                  | Saint-Denis                                                                | Francia                                                                    | 4 – 0                                                                      | Paesi Bassi                                                                | Qual. Euro 2024                                                            | -                                                                          |                                                                            |
| 27-3-2023                                                                  | Rotterdam                                                                  | Paesi Bassi                                                                | 3 – 0                                                                      | Gibilterra                                                                 | Qual. Euro 2024                                                            | 1                                                                          | 64’                                                                        |
| 22-3-2024                                                                  | Amsterdam                                                                  | Paesi Bassi                                                                | 4 – 0                                                                      | Scozia                                                                     | Amichevole                                                                 | -                                                                          | 31’ 77’                                                                    |
| 26-3-2024                                                                  | Francoforte sul Meno                                                       | Germania                                                                   | 2 – 1                                                                      | Paesi Bassi                                                                | Amichevole                                                                 | -                                                                          | 75’                                                                        |
| 6-6-2024                                                                   | Rotterdam                                                                  | Paesi Bassi                                                                | 4 – 0                                                                      | Canada                                                                     | Amichevole                                                                 | 1                                                                          | 62’                                                                        |
| 10-6-2024                                                                  | Rotterdam                                                                  | Paesi Bassi                                                                | 4 – 0                                                                      | Islanda                                                                    | Amichevole                                                                 | -                                                                          | 84’                                                                        |
| 16-6-2024                                                                  | Amburgo                                                                    | Polonia                                                                    | 1 – 2                                                                      | Paesi Bassi                                                                | Euro 2024 - 1º turno                                                       | -                                                                          | 81’                                                                        |
| 21-6-2024                                                                  | Lipsia                                                                     | Paesi Bassi                                                                | 0 – 0                                                                      | Francia                                                                    | Euro 2024 - 1º turno                                                       | -                                                                          | 79’                                                                        |
| 25-6-2024                                                                  | Berlino                                                                    | Paesi Bassi                                                                | 2 – 3                                                                      | Austria                                                                    | Euro 2024 - 1º turno                                                       | 1                                                                          |                                                                            |
| 2-7-2024                                                                   | Monaco di Baviera                                                          | Romania                                                                    | 0 – 3                                                                      | Paesi Bassi                                                                | Euro 2024 - Ottavi di finale                                               | -                                                                          | 90+2’                                                                      |
| 6-7-2024                                                                   | Berlino                                                                    | Paesi Bassi                                                                | 2 – 1                                                                      | Turchia                                                                    | Euro 2024 - Quarti di finale                                               | -                                                                          | 87’                                                                        |
| 10-7-2024                                                                  | Dortmund                                                                   | Paesi Bassi                                                                | 1 – 2                                                                      | Inghilterra                                                                | Euro 2024 - Semifinale                                                     | -                                                                          | 35’                                                                        |
| 20-3-2025                                                                  | Rotterdam                                                                  | Paesi Bassi                                                                | 2 – 2                                                                      | Spagna                                                                     | UEFA Nations League 2024-2025 - Quarti di finale                           | -                                                                          | 84’                                                                        |
| 23-3-2025                                                                  | Valencia                                                                   | Spagna                                                                     | 3 – 3 dts (5 – 4 dtr)                                                      | Paesi Bassi                                                                | UEFA Nations League 2024-2025 - Quarti di finale                           | 1                                                                          | 60’ 101’                                                                   |
| 7-6-2025                                                                   | Helsinki                                                                   | Finlandia                                                                  | 0 – 2                                                                      | Paesi Bassi                                                                | Qual. Mondiali 2026                                                        | 1                                                                          | 69’                                                                        |
| 10-6-2025                                                                  | Groninga                                                                   | Paesi Bassi                                                                | 8 – 0                                                                      | Malta                                                                      | Qual. Mondiali 2026                                                        | 2                                                                          | 72’                                                                        |
| Totale                                                                     |                                                                            | Presenze (8º posto)                                                        | 102                                                                        |                                                                            | Reti (1º posto)                                                            | 50                                                                         |                                                                            |

## Palmarès

### Club

#### Competizioni nazionali
- Coppa dei Paesi Bassi: 1

PSV: 2011-2012
- Supercoppa dei Paesi Bassi: 1

PSV: 2012
- Campionato olandese: 1

PSV: 2014-2015
- Coppa d'Inghilterra: 1

Manchester Utd: 2015-2016
- Community Shield: 1

Manchester Utd: 2016
- Supercoppa di Spagna: 1

Barcellona: 2023

#### Competizioni statali
- Campionato paulista: 1

Corinthians: 2025

### Nazionale
- Campionato d'Europa Under-17: 1

Serbia 2011

### Individuale
- Capocannoniere dell'Eredivisie: 1

2014-2015 (22 gol)
- Miglior talento dell'anno in Eredivisie: 1

2014-2015

## Carriera musicale
Depay ha iniziato la sua carriera hip-hop nel giugno 2017 quando ha pubblicato la sua prima traccia freestyle ispirata a Los Angeles, "LA Vibes". Il video musicale includeva Quincy Promes, compagno di squadra di Depay nella nazionale olandese. Il video musicale della canzone ha ottenuto circa 150.000 visualizzazioni in poche ore dopo essere stato caricato su YouTube. Nel dicembre 2017, Depay ha pubblicato la sua seconda traccia freestyle "Kings & Queens". Il 3 ottobre 2018, ha collaborato con gli artisti musicali Winne e Nana Fofie e il produttore Rass King per il suo singolo ispirato al Ghana, "AKWAABA". e ha anche pubblicato la sua terza traccia freestyle, "Porto Cervo (Interludio)", con Winne. Depay ha rilasciato la sua quarta traccia freestyle, "5-mill" in risposta al suo account Instagram che ha raggiunto 5 milioni di follower. I critici del freestyle sostenevano che l'immagine pubblica di Depay era ostacolata dal suo fumo di sigaro e dal suo atteggiamento distratto. Nel dicembre 2018, ha pubblicato il suo secondo singolo, "No Love", a nome del suo fidanzamento con la modella Lori Harvey. La canzone è multilingue, passando avanti e indietro tra le lingue inglese e olandese. Nel luglio 2019, Depay ha pubblicato "Fall Back". Il 1º novembre 2019, Broederliefde ha pubblicato un album, "Broeders", che includeva Depay nella canzone "Lange Jas". Depay ha annunciato la sua nuova canzone "For A Week" sul suo account Instagram.
Il 17 aprile 2020, Memphis ha pubblicato "Dubai Freestyle". Nel settembre 2020, pubblica la sua nuova canzone "2 Corinthians 5:7".

### Discografia

#### Brani
| Title               | Year | Album                      |
| ------------------- | ---- | -------------------------- |
| "AKWAABA"           | 2018 | Non-album singles          |
| "No Love"           | 2018 | Non-album singles          |
| "Fall Back"         | 2019 | Non-album singles          |
| "Lange Jas"         | 2019 | "Broeders" - Broederliefde |
| "2 Corinthians 5:7" | 2020 | Non-album single           |

#### Freestyle
| Title                     | Year | Album                      | Ref.   |
| ------------------------- | ---- | -------------------------- | ------ |
| "LA Vibes"                | 2017 | Non-album freestyles       | [ 56 ] |
| "Kings & Queens"          | 2017 | Non-album freestyles       | [ 56 ] |
| "5 Milli"                 | 2018 | Non-album freestyles       | [ 56 ] |
| "Porto Cervo (Interlude)" | 2018 | "Oprecht Door Zee" - Winne |        |
| "Dubai Freestyle"         | 2020 | Non album freestyle        |        |